# سعيد شيمي
سعيد شيمي (مواليد 23 مارس 1943) هو مصور سينمائي مصري. كان مديرًا للتصوير في العديد من الأفلام خاصةً في فترة الثمانينات والتسعينات، حيث اشتغل مع أهم مخرجي الواقعية الجديدة مثل عاطف الطيب.

## حياته
إلتحق بكلية الآداب بجامعة القاهرة لمدة ثلاثة أعوام لكنه ترك الدراسة وإلتحق بالمعهد العالي السينما وحصل على الدبلوم في عام 1971، كما نال دبلوم مدرسة التصوير الحديث الأمريكية عام 1969. صور العديد من الأفلام لجمعية الفيلم بالقاهرة، وعمل مديرًا للتصوير في عشرات الأفلام، منها: (الرصاصة لا تزال في جيبي، عنتر شايل سيفه، العار، الإمبراطور، الطريق إلى إيلات، جزيرة الشيطان).

## المؤلفات المنشورة
له عديد من المقالات المتنوعة عن السينما والتصوير نشرت في عدة مجلات من عام 1968 حتى الآن. ومؤلف مجموعة من الكتاب عن التصوير هي:
1. «التصوير السينمائي تحت الماء» عام 1996 .
2. «تاريخ التصوير السينمائي في مصر عام 1897 - 1996» عام 1997 .
3. «الحي السينمائية للأطفال» عام 1998 .
4. «السينما وحيلها الساحرة» عام 1998 .
5. «أفلامى مع عاطف الطيب» عام 1999 .
6. «الخدع والمؤثرات الخاصة في الفيلم المصرى (جزء1)» عام 2002 .
7. «كلاكيت أول مرة» عام 2002 .
8. «القاهرة والسينما» مع مؤلفين أخرين عام 2002 .
9. «الخدع والمؤثرات الخاصة في الفيلم المصرى (جزء2)» عام 2003
10. «محسن نصر الابداع على الوتر الحساس» عام 2003.
11. «اتجاهات الابداع في الصورة السينمائية» عام 2003 .
12. «تجربتى مع الصورة السينمائية (جزء1)» عام 2004 .
13. «الصورة السينمائية بالوسائل الرقمية» عام 2004 .
14. «تجربتى مع الصورة السينمائية (جزء2)» عام 2005 .
15. «سينما أخر شقاوة» عام 2006 .
16. «سحر الألوان من اللوحة إلى الشاشة» عام 2007 .
17. «أوهام تصنيع وابتكار المعدات للسينما المصرية» عام 2008 .
18. «الصورة السينمائية من السينما الصامتة إلى الرقمية» عام 2013 .

## أهم الأفلام
- ضربة شمس 1980
- الشيطان يعظ 1981
- طائر على الطريق 1981
- العار 1982
- سواق الأتوبيس 1982
- الحريف 1983
- اعدام ميت 1985
- سلام يا صاحبى 1986
- البرئ 1986
- الحب فوق هضبة الهرم 1986
- بئر الخيانة 1987
- أربعة في مهمة رسمية 1987
- كتيبة الاعدام 1989
- جحيم تحت الماء 1989
- جزيرة الشيطان 1990
- ضد الحكومة 1992
- االطريق إلى ايلات 1995
- عمر 2000 2000
- العشق والدم 2002

## روابط خارجية
- سعيد شيمي على موقع IMDb (الإنجليزية)
- سعيد شيمي على موقع الدهليز
- سعيد شيمي على موقع قاعدة بيانات الأفلام العربية